# Mehran Sahami
Mehran Sahami é um professor e presidente associado de educação no departamento de ciência da computação da Universidade de Stanford. Ele também é bolsista da Universidade Robert e Ruth Halperin em Educação de Graduação em Stanford.
Sahami obteve seu bacharelado e doutorado na Universidade de Stanford, sob a supervisão de Daphne Koller. Antes de ingressar na faculdade de Stanford, ele era cientista sênior de pesquisa no Google, Inc. e gerente sênior de engenharia na Epiphany, Inc.
Sahami ensina a sequência introdutória da ciência da computação em Stanford. Ele liderou o redesenho do currículo de ciências da computação de Stanford, de um núcleo grande para outro menor, com faixas de especialização. Algumas de suas palestras são disponibilizadas no YouTube e iTunesU.
Sahami também co-preside o Conselho de Educação e Conselho de Educação da ACM.

## Prêmios e honras
Sahami foi selecionada pela turma sênior de 2013 para dar a Palestra do Dia da Classe anual nas cerimônias de Fim de Semana de Início da Universidade de Stanford.
Em 2014, Sahami recebeu o Prêmio Presidencial da ACM por "excelente liderança e compromisso com o esforço de três anos da ACM/IEEE-CS para produzir o CS2013, uma revisão abrangente das diretrizes curriculares dos programas de graduação em ciência da computação".